# 高橋直人
高橋直人（日语：／ Takahashi Naohito，1959年4月24日—），日本男性動畫師、動畫演出家、動畫導演。出身於靜岡縣。O型血。本名高橋直人，作為動畫師創作作品時的名字是。另外，早期他還用過這個名字。

## 來歷、人物
高橋直人從動畫製作公司巨人工作室社長角谷哲生擔任講師的東京設計師學院動畫科（現東京網路傳輸學校）畢業後，加入了巨人工作室。之後，他成為自由工作者至今，但他的活動據點是OLM。他與由摩砂雪、增尾昭一同期。身為動畫師，他的筆名音無龍之介來自《相聚一刻》的音無響子和《福星小子》的藤波龍之介。
代表有與千羽由利子合作的《烙印勇士 (1997年版)》、《To Heart》、《鋼鐵天使》、《宇宙人形17》、《紙箱戰機》。
自2000年代末以來，他主要負責OLM製作的劇場版《神奇寶貝》部分章節的演出（分鏡），並逐漸不再擔任導演。2011年，他以《紙箱戰機》時隔5年首次擔任電視動畫導演。

## 參加作品

### 電視動畫
1981年
- 早安！蘇龐克（日语：おはよう!スパンク）（動畫）
- 新·根性青蛙（—1982年，動畫）

1982年
- 電子神童（原畫）
- 猿飛小忍者（日语：さすがの猿飛）（原畫）
- 愛的戰士彩虹人（原畫）
- 野生的咆嘯（日语：野生のさけび）

1983年
- 超時空世紀歐卡斯（作畫監督）

1984年
- 藍寶（日语：らんぽう）（作畫監督）

1985年
- 鄰家女孩（作畫監督）

1986年
- 相聚一刻（—1987年，作畫監督）[注 1]

1987年
- 機器勇士 駭客大戰（作畫監督）

1988年
- 極速悍將（日语：F (漫画)）（作畫監督）[注 1]
- 名門！第三野球部（日语：名門!第三野球部）（作畫監督、動畫檢查、OP動畫）[注 1]
- 天空戰記（作畫監督）

1989年
- 超時空遊俠（作畫監督）

1990年
- NG騎士檸檬汽水&40（演出[注 2]、作畫監督[注 3]）

1991年
- 猜拳人（分鏡、演出）

1992年
- 花的魔法使瑪麗貝爾（分鏡、演出）

1993年
- 劍勇傳說YAIBA（分鏡、演出）

1994年
- 美少女戰鬥隊（分鏡、演出）

1995年
- H2（分鏡）

1997年
- 烙印勇士 (1997年版)（導演）

1998年
- 幸運女神 小不隆咚便利多多（分鏡、演出）

1999年
- To Heart（導演、原畫[注 1]）
- 鋼鐵天使（導演）

2001年
- 宇宙人形17（導演[3]）
- 鋼鐵天使2式（導演）

2003年
- 貯金大冒險（導演）

2004年
- 阿嘉莎·克莉絲蒂的名偵探白羅與瑪波（導演）

2005年
- 強殖裝甲加爾巴（分鏡）

2006年
- 怪醫美女RAY THE ANIMATION（導演、原畫）

2007年
- 帝托拉傳奇（分鏡）

2008年
- 閃電十一人（分鏡、OP1分鏡）

2011年
- 紙箱戰機（—2012年，導演、分鏡、OP1分鏡、ED分鏡）

2012年
- 紙箱戰機W（—2013年，導演、ED分鏡）

2013年
- 紙箱戰機WARS（導演）

2018年
- 索斯機械獸WILD（分鏡）

2021年
- 百萬噸級武藏（分鏡）

2022年
- 泡泡糖忍戰（—2024年，演出、OP1分鏡&演出）

2025年
- 藥師少女的獨語（分鏡）
- 魔神創造傳（原畫）[注 1]

### 電影動畫
2005年
- 劇場版 神奇寶貝：夢幻與波導的勇者 路卡利歐（演出）

2006年
- 劇場版 神奇寶貝：神奇寶貝保育家與蒼海的王子 瑪納霏（演出）
- 劇場版 動物之森（分鏡、演出、原畫）

2007年
- 劇場版 神奇寶貝：決戰時空之塔 帝牙盧卡VS帕路奇犽VS達克萊伊（分鏡、演出、原畫）
- 劇場版 塔麻可吉：DOKI DOKI！星球大暴走!?（日语：えいがでとーじょー! たまごっち ドキドキ! うちゅーのまいごっち!?）（分鏡、演出）

2008年
- 劇場版 神奇寶貝：騎拉帝納與冰空的花束 潔咪（演出）
- 劇場版 塔麻可吉：宇宙第一的快樂物語!?（日语：映画! たまごっち うちゅーいちハッピーな物語!?）（分鏡、演出）

2009年
- 劇場版 神奇寶貝：阿爾宙斯 超克的時空（分鏡、演出、原畫）
- 雷頓大冒險：永遠的歌姬（演出）

2012年
- 劇場版 閃電十一人GO VS 紙箱戰機W（導演協力）

2014年
- Pokemon the movie XY 破壞之繭與蒂安希（演出、原畫）

2019年
- 第二國度（演出）

### OVA
1992年
- 數列（日语：シークエンス (アニメ)）（導演、作畫監督）

1994年
- I·R·I·A ZEIRAM THE ANIMATION（日语：I・R・I・A ZEIRAM THE ANIMATION）（人物設定、總作畫監督）
- 同級生 最後的夏天（人物設定）[注 4]

1995年
- STAINLESS NIGHT（日语：STAINLESS NIGHT (漫画)）（導演、人物設定、作畫監督、原畫）[注 5]

1998年
- 誘惑COUNT DOWN 鏡（導演、人物設定、作畫監督、原畫）[注 5]

2003年
- 鋼鐵天使零（導演）

### 遊戲
2009年
- 閃電十一人2 威脅的侵略者（遊戲劇中動畫原畫）

2010年
- 閃電十一人3 挑戰世界!!（遊戲劇中動畫分鏡、原畫）

2016年
- 妖怪手錶3 壽司／天婦羅（OP分鏡）

## 腳註

## 相關項目
- 巨人工作室（日语：スタジオジャイアンツ）
- OLM
- 日本動畫師列表（日语：アニメ関係者一覧）